# 명목이자율
경제학에서 명목이자율(nominal interest rate 또는 nominal rate of interest)은 실질이자율과 비교되는 개념으로서 물가상승률이 반영되기 전의 이자율을 지칭한다. 복리의 적용 없이 시작되는 이자율을 가리키는 것으로 표면적으로 드러나는 것을 말한다.

## 명목이자율과 실질이자율
실질이자율은 인플레로 상실된 원금의 보상을 포함하지만 명목이자율은 인플레이션 비율을 제한 것에 해당한다.
실질이자율과 명목이자율의 관계는 다음과 같이 묘사될 수 있다.
- {\displaystyle (1+r)(1+i)=(1+R)} r은 실질이자율이며 i는 인플레이션율, R은 명목이자율이다.[1]

- 실질이자율에 대한 공통적인 근사값은

실질이자율 = 명목이자율 - 예상되는 물가상승률 비율'
이 분석에 따르면 명목이자율은 은행에서 공시한 비율이며 실질이자율은 물가상승률로 상실된 가치이다. 물가상승률은 미리 미래의 상황을 예측한 것이기 때문에 명목상의 이자율이 어떻게 산정될지는 사실상 확실치 않은 것이다.

## 명목이자율 대 실효금리
명목이자율은 매년 기간별로 적용되는 이율이기 때문에 시기에 따라 달라진다. 예를 들어 명목이자율이 연 12% 기준이라면 한달 이자율은 1%에 해당한다. 명목이자율은 이자율 적용 기간이 1년 미만이다.